# Haemulon parra
 Haemulon parra és una espècie de peix de la família dels hemúlids i de l'ordre dels perciformes.

## Morfologia
Els mascles poden assolir els 41,2 cm de longitud total.

## Distribució geogràfica
Es troba des de les Bahames, Florida i el nord del Golf de Mèxic fins al Brasil.